# La voz (Espagne)
Pour les articles homonymes, voir The Voice.
La voz est la version espagnole de l'émission musicale The Voice lancée en 2010 par John de Mol. Elle est diffusée depuis le 19 septembre 2012 sur la chaîne Telecinco.

## Participants

### Coaches
| Malú             |
| David Bisbal     |
| Rosario Flores   |
| Melendi          |
| Antonio Orozco   |
| Alejandro Sanz   |
| Laura Pausini    |
| Manuel Carrasco  |
| Juanes           |
| Pablo López      |
| Paulina Rubio    |
| Luis Fonsi       |
| Miriam Rodríguez |

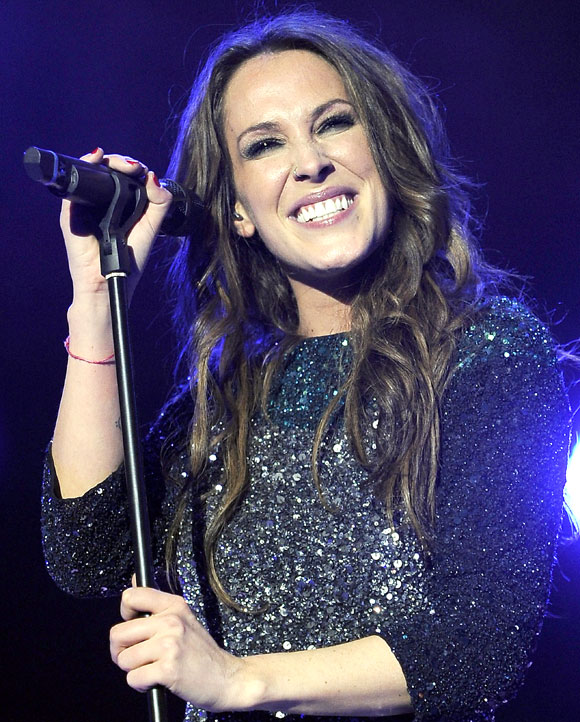
Malú
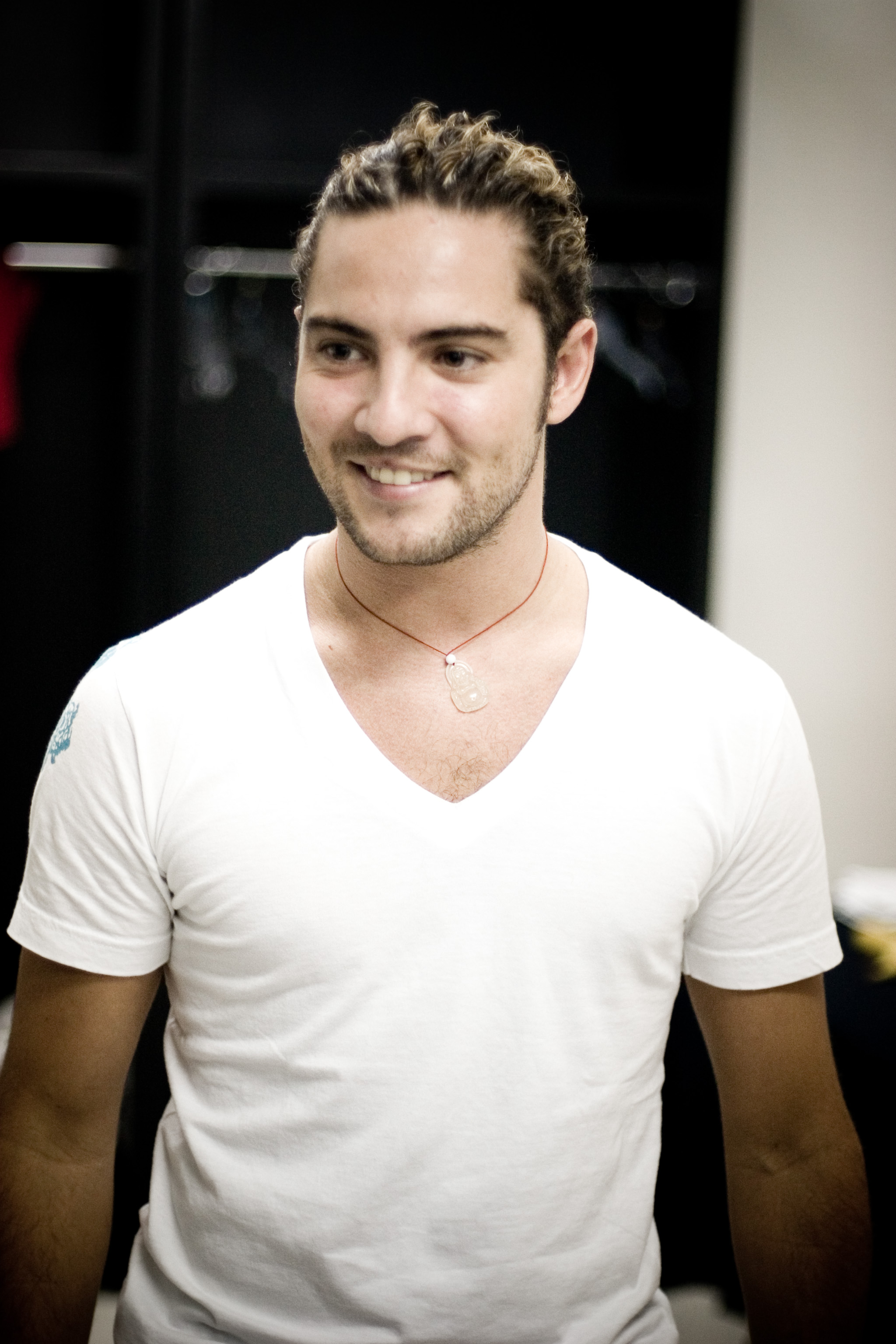
David Bisbal
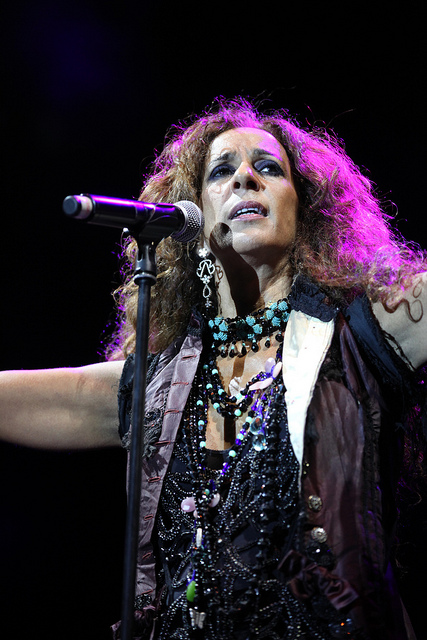
Rosario Flores
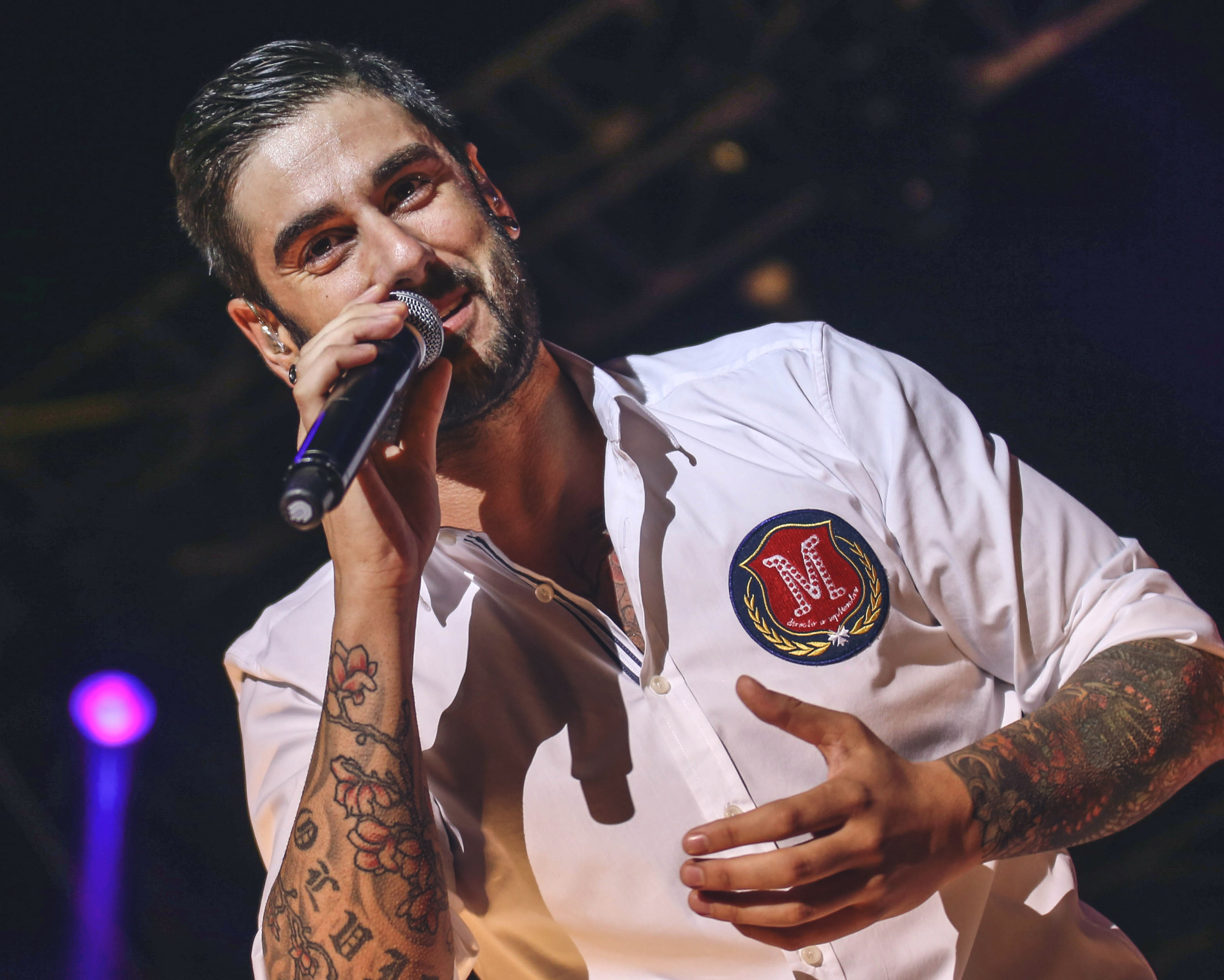
Melendi
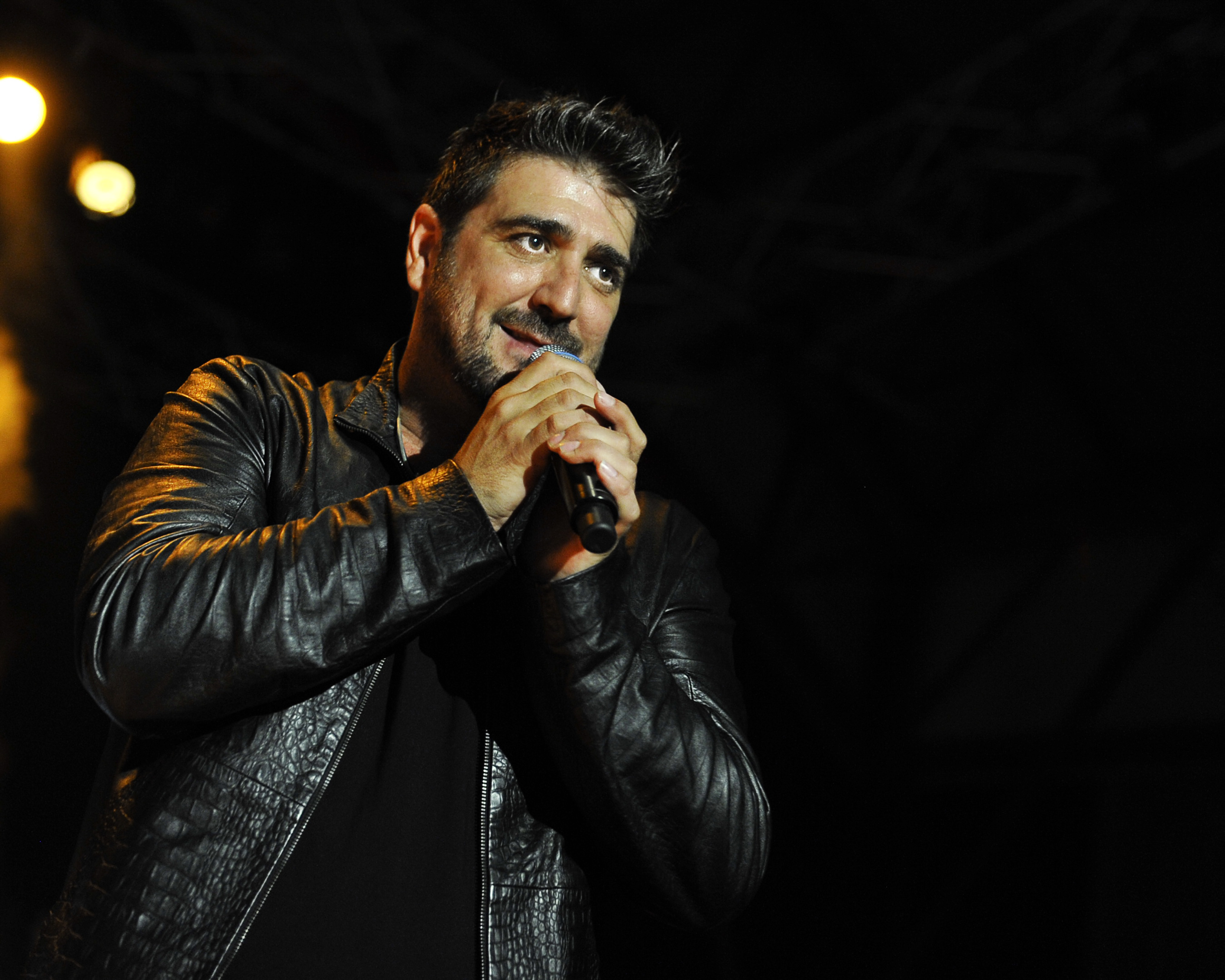
Antonio Orozco
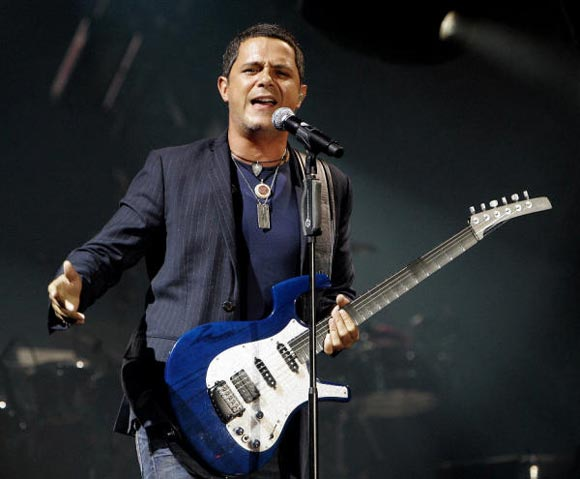
Alejandro Sanz
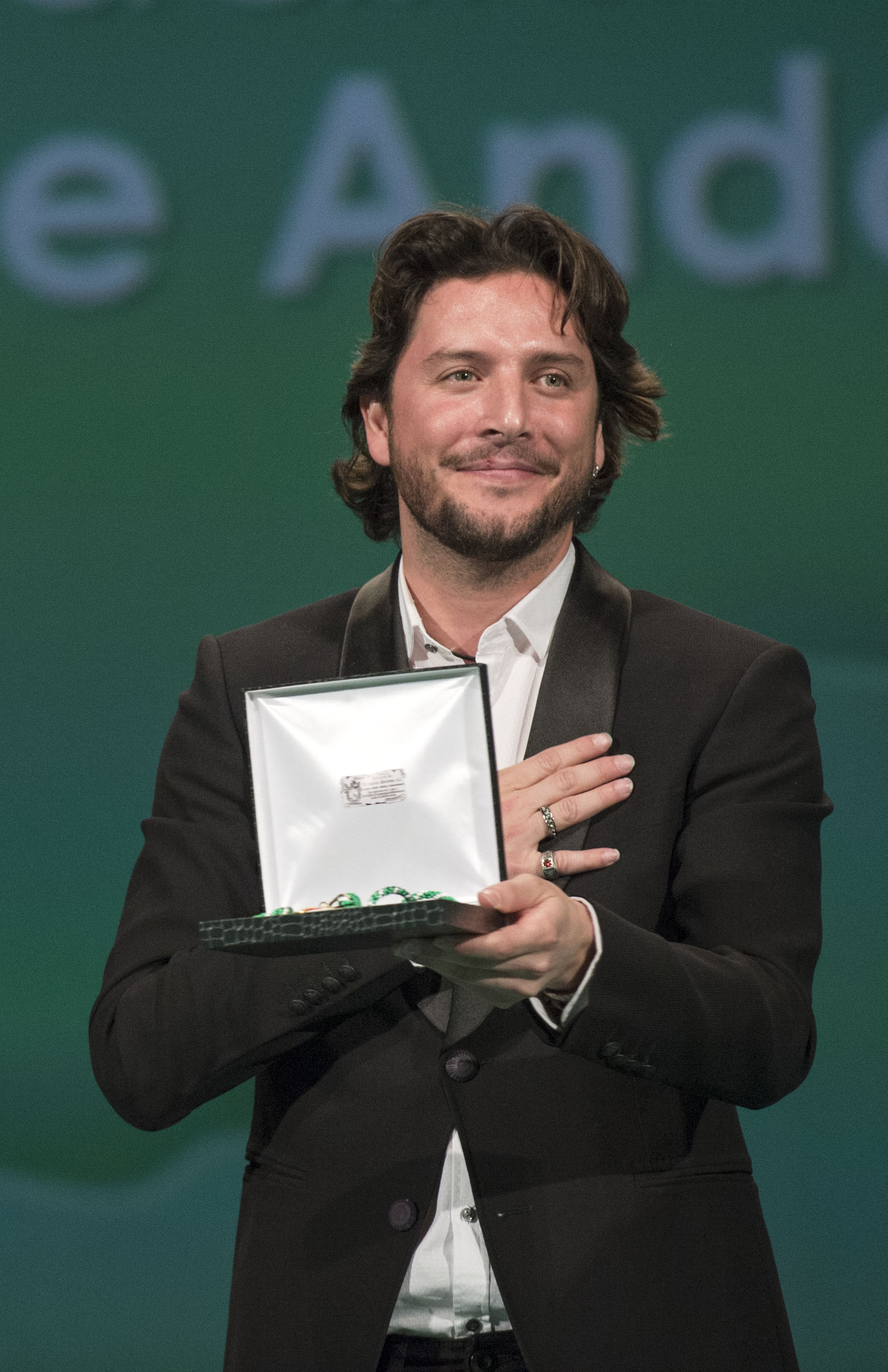
Manuel Carrasco
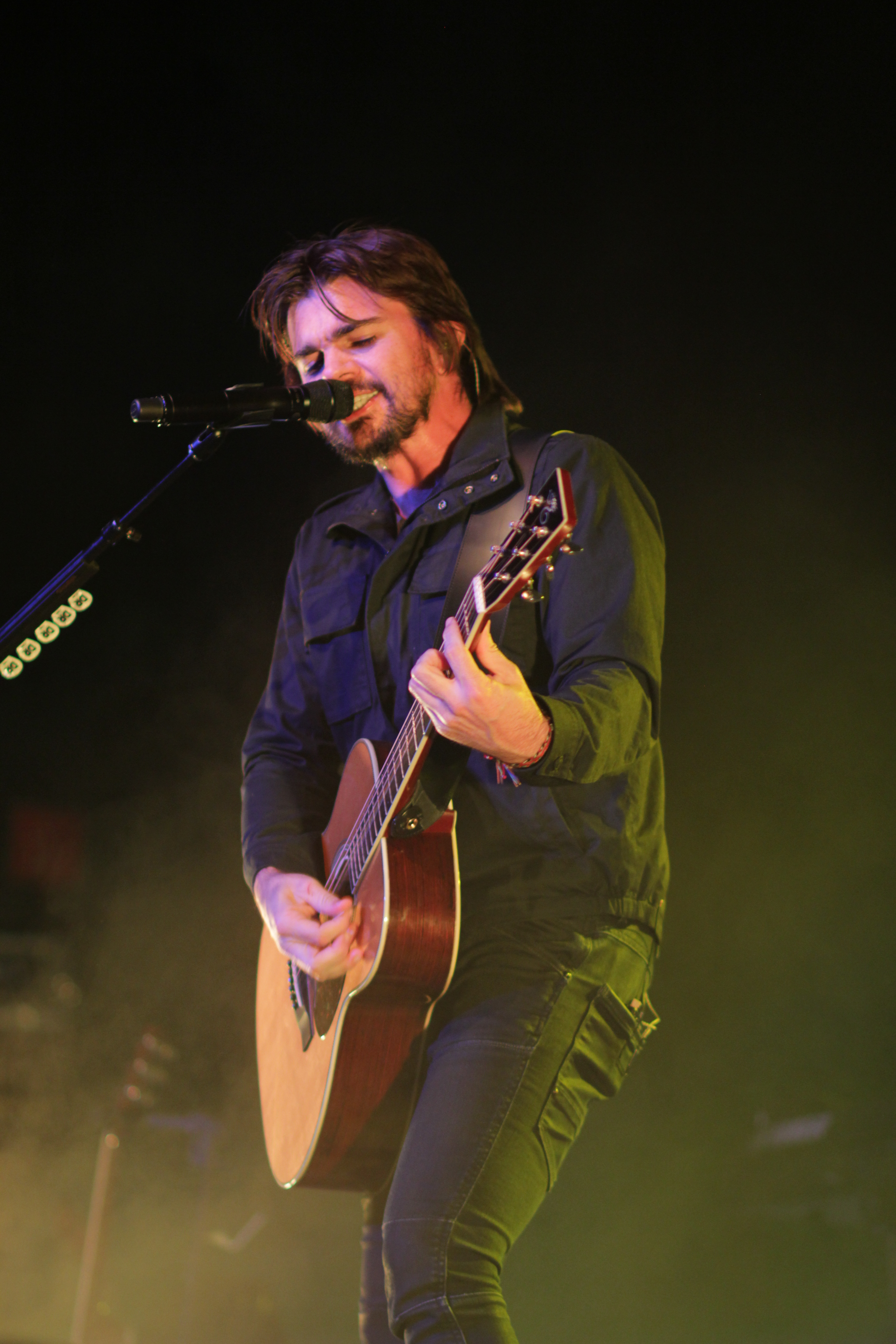
Juanes
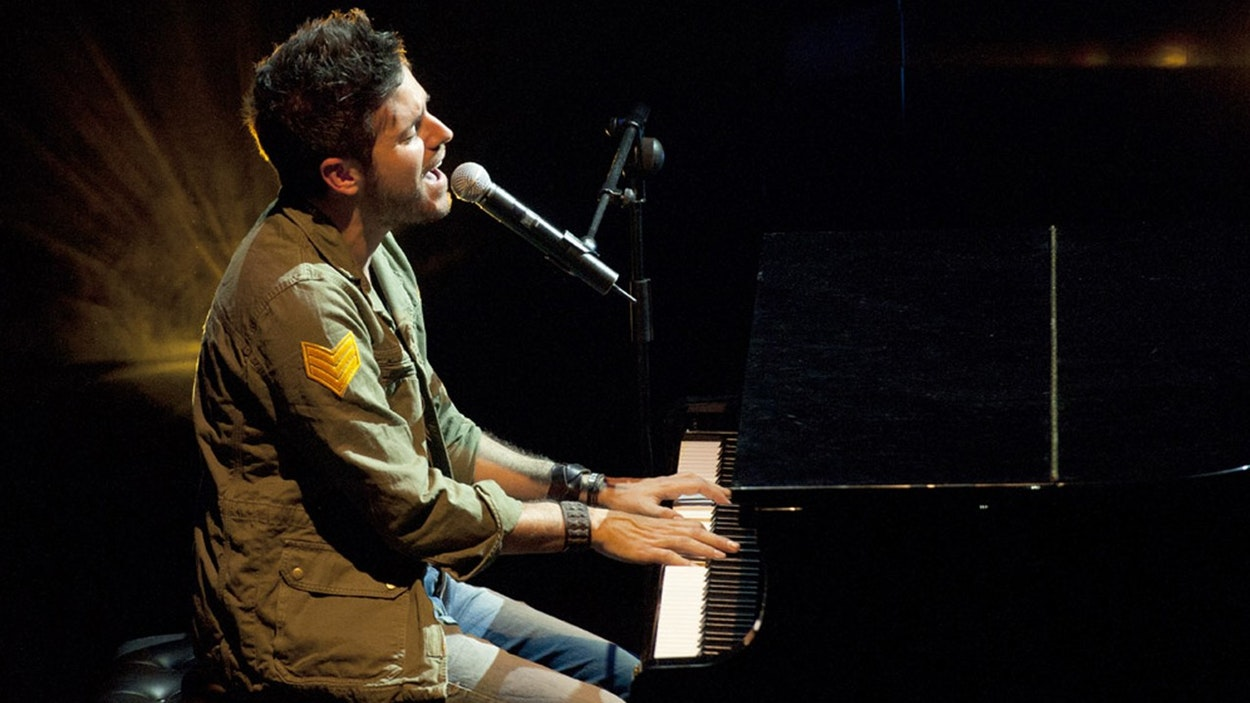
Pablo López
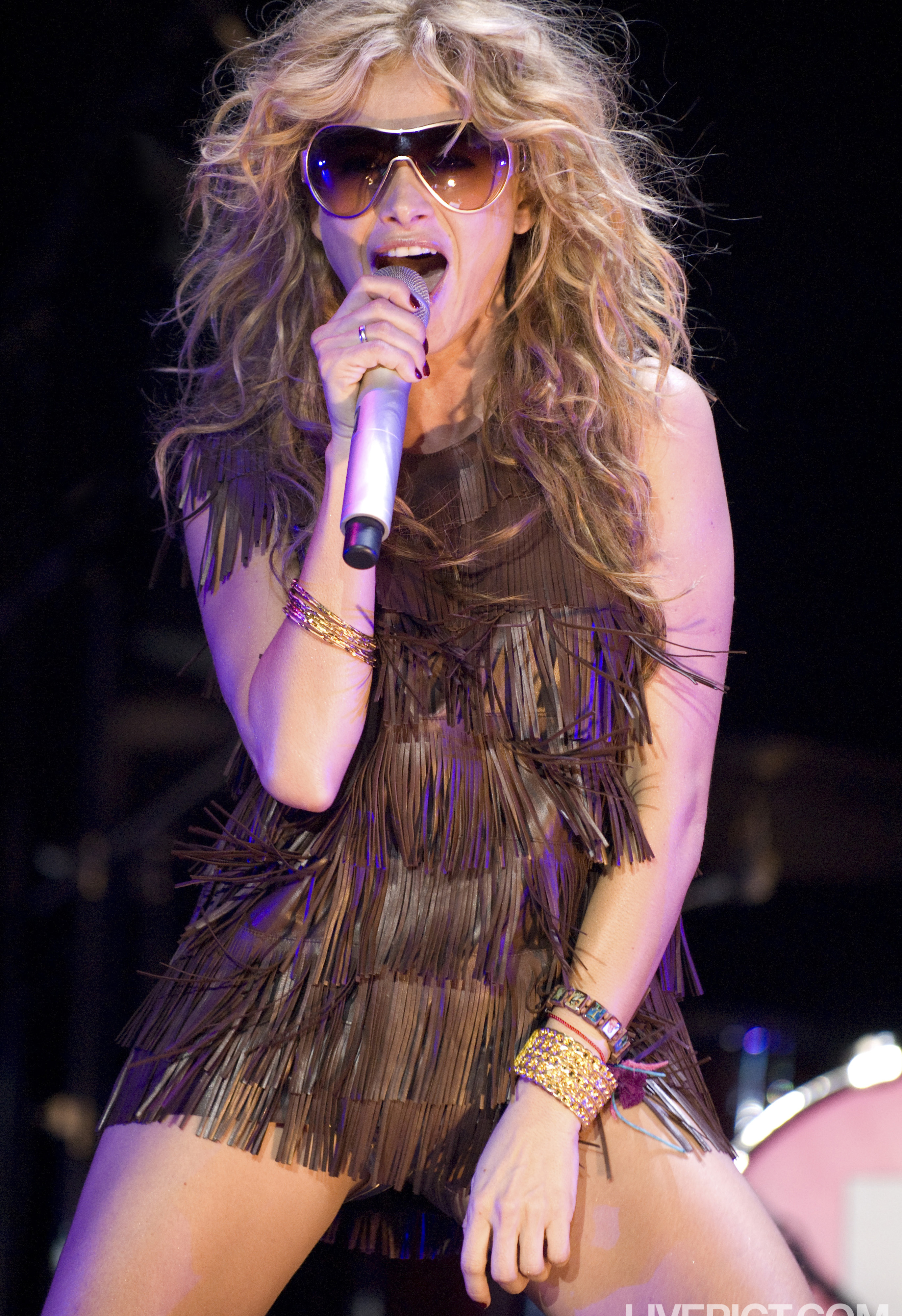
Paulina Rubio
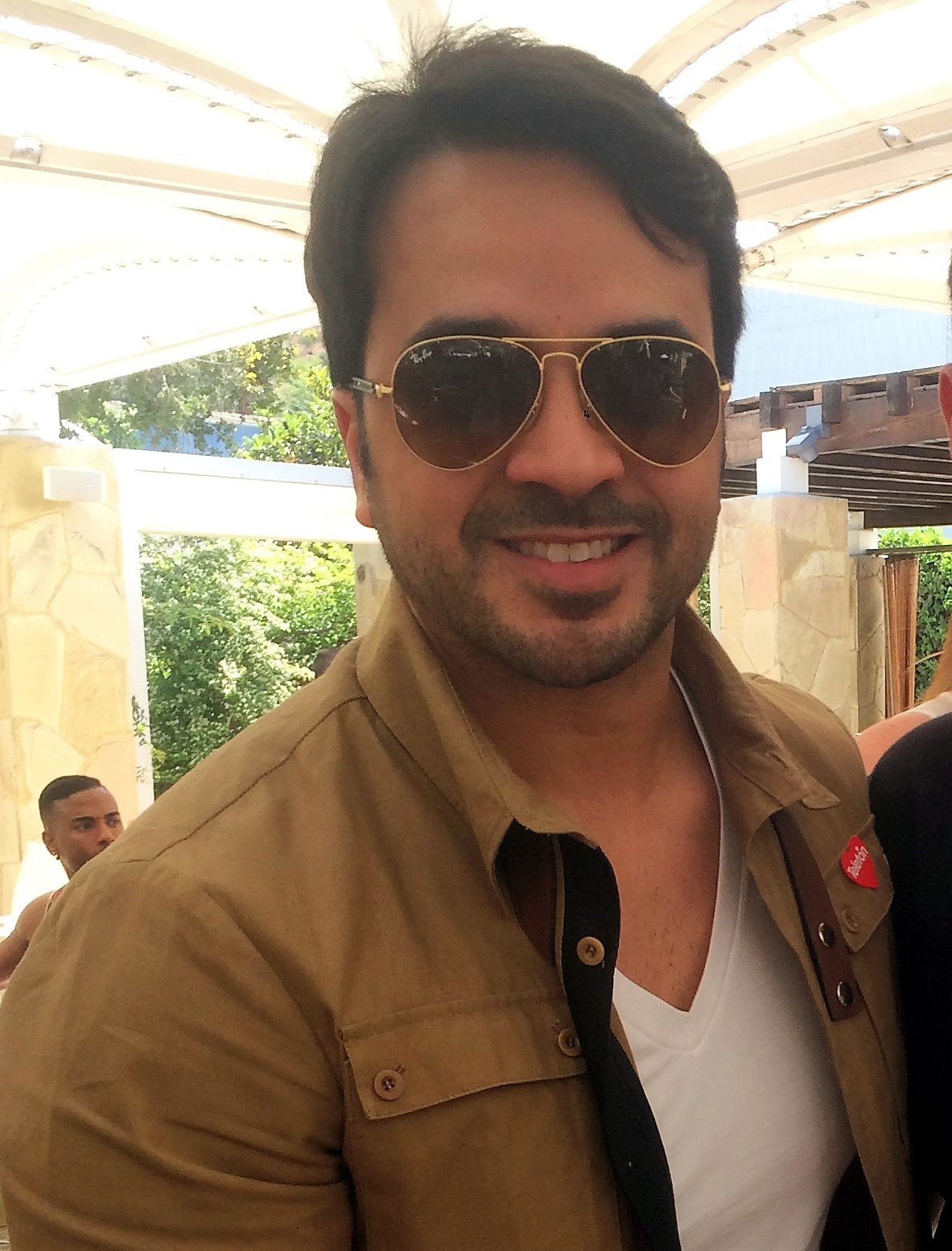
Luis Fonsi
Miriam Rodríguez

### Résumé des saisons
- Équipe Malú
- Équipe David
- Équipe Rosario
- Équipe Melendi

- Équipe Antonio
- Équipe Alejandro
- Équipe Laura
- Équipe Manuel

- Équipe Juanes
- Équipe Pablo
- Équipe Paulina
- Équipe Luis
- Équipe Alborán

- Coach virtuel (Miriam Rodríguez (s7,8))

| Saison | Chaîne    | Première          | Finale           | Vainqueur        | Deuxième           | Troisième         | Autres finalistes | Coach gagnant   | Présentateurs | Présentateurs | Ordre des chaises des coachs | Ordre des chaises des coachs | Ordre des chaises des coachs | Ordre des chaises des coachs |
| Saison | Chaîne    | Première          | Finale           | Vainqueur        | Deuxième           | Troisième         | Autres finalistes | Coach gagnant   | Principal     | Coulisses     | 1                            | 2                            | 3                            | 4                            |
| ------ | --------- | ----------------- | ---------------- | ---------------- | ------------------ | ----------------- | ----------------- | --------------- | ------------- | ------------- | ---------------------------- | ---------------------------- | ---------------------------- | ---------------------------- |
| 1      | Telecinco | 19 septembre 2012 | 14 décembre 2012 | Rafa Blas        | Jorge González     | Maika Barbero     | Pau Piqué         | David Bisbal    | Jesús Vázquez | Tania Llasera | David                        | Rosario                      | Malú                         | Melendi                      |
| 2      | Telecinco | 16 septembre 2013 | 19 décembre 2013 | David Barrull    | Dina Arriaza       | Jaume Mas         | Estela Amaya      | Malú            | Jesús Vázquez | Tania Llasera | David                        | Rosario                      | Malú                         | Antonio                      |
| 3      | Telecinco | 23 mars 2015      | 24 juin 2015     | Antonio José     | Marcos Martins     | Maverick          | Joaquín Garli     | Antonio Orozco  | Jesús Vázquez | Tania Llasera | Alejandro                    | Laura                        | Malú                         | Antonio                      |
| 4      | Telecinco | 21 septembre 2016 | 21 décembre 2016 | Irene Caruncho   | Carlos Torres      | Mario Jiménez     | Thais Rudiño      | Malú            | Jesús Vázquez | Tania Llasera | Alejandro                    | Manuel                       | Malú                         | Melendi                      |
| 5      | Telecinco | 22 septembre 2017 | 22 décembre 2017 | Alba Gil Santana | Gabrielle Dellolio | Samuel Cuenda     | Pedro Hernández   | Manuel Carrasco | Jesús Vázquez | Tania Llasera | Juanes                       | Manuel                       | Malú                         | Pablo                        |
| 6      | Antena 3  | 7 janvier 2019    | 10 avril 2019    | Andrés Martín    | María Espinosa     | Javi Moya         | Ángel Cortés      | Pablo López     | Eva González  | Juanra Bonet  | Pablo                        | Paulina                      | Luis                         | Antonio                      |
| 7      | Antena 3  | 11 septembre 2020 | 4 décembre 2020  | Kelly Isaiah     | Johanna Polvillo   | Paula Espinosa    | Curricé           | Laura Pausini   | Eva González  | Juanra Bonet  | Alejandro                    | Pablo                        | Laura                        | Antonio                      |
| 8      | Antena 3  | 17 septembre 2021 | 18 décembre 2021 | Inés Manzano     | Julio Benavente    | Carlos A. Valdés  | Karina Pasian     | Pablo Alborán   | Eva González  | Juanra Bonet  | Alborán                      | Malú                         | Alejandro                    | Luis                         |
| 9      | Antena 3  | 23 septembre 2022 | 16 décembre 2022 | Javier Crespo    | Génesis de Jesús   | Sergio del Boccio | Ana González      | Antonio Orozco  | Eva González  | Juanra Bonet  | Luis                         | Pablo                        | Laura                        | Antonio                      |
| 10     | Antena 3  | septembre 2023    | décembre 2023    | Upcoming season  | Upcoming season    | Upcoming season   | Upcoming season   | Upcoming season | Eva González  | Juanra Bonet  | Luis                         | Malú                         | Pablo                        | Antonio                      |